# Tvangsfodring
Tvangsfodring af mennesker og dyr kan bl.a. udføres ved at føre et rør via næsen til mavesækken, hos den som skal tvinges til at modtage næring. 

## Hos mennesker
Tvangsernæring kan indebære, at en sonde føres gennem næse, svælg og spiserør til mavesækken, såkaldt sondeernæring.
Tvangsernæring kan også føres ind i blodårer (intravenøs ernæring) i form af væsker med elektrolytter og glukose. Det gøres med en nål, som er koblet til et plastrør eller en plastslange.

## Europa
Holger Meins blev tvangsfodret af Vest-Tysklands myndigheder i 1974.

## Læger
World Medical Association vedtog i 1975 i Tokyoerklæringen at læger ikke må foretage tvangsfodring ved sultestrejke:
»Når en fange nægter at tage næring til sig, og lægen anser ham eller hende for at være i stand til at træffe en ubundet og rationel bedømmelse af konsekvenserne ved denne frivillige afvisning af næring, må han eller hun ikke mades. Afgørelsen om fangens evne til at træffe en sådan bedømmelse skal bekræftes af mindst en anden uafhængig læge. Konsekvenserne af at nægte at tage næring til sig, skal lægen forklare for fangen.«
WMA har ingen formel myndighed til at håndhæve denne vedtagelse, og den følges ikke af alle læger.